# Deutzen
Deutzen è una frazione del comune tedesco di Neukieritzsch. È sul fiume Pleiße.

## Storia
Il comune di Deutzen venne aggregato al comune di Neukieritzsch il 1º luglio 2014.